# 爱德蒙·唐泰斯
爱德蒙·唐泰斯（法語： 法語發音：[ɛd.mɔ̃ dɑ̃.tɛs]）是大仲马小说《基督山伯爵》（法語：Le Comte de Monte-Cristo，又譯《基度山恩仇記》）中的主人公。根据故事情节，唐泰斯是一位智慧、诚实而且富有爱心的男子，后来受人诬陷而无辜被关押入狱十四年，变得痛苦而报复性强。后来他获得自由并得到巨额财富，八年后回到巴黎，着手报答曾经帮助自己的摩莱尔一家，并惩罚了让他蒙冤遭罪的费尔南、德·维尔福及唐格拉尔等人。
爱德蒙·唐泰斯获得自由后曾以这些化名而为人所知：基督山伯爵（le Comte de Monte-Cristo）、水手辛巴德（Sinbad le Marin）、布索尼神父（Abbé Busoni）、威尔莫勋爵（Lord Wilmore）。

## 改編作品

### 手機遊戲
愛德蒙·唐泰斯／基度山伯爵（巖窟王）在2015年手機遊戲《Fate/Grand Order》之中以「Avenger」的職階登場，別名為「巖窟王」。